# かっとびレーサー!ダンガン狼
『かっとびレーサー!ダンガン狼』（かっとびレーサー!ダンガンうるふ）は、こしたてつひろによる日本の漫画作品。タミヤの「ダンガンレーサー」をモチーフとした漫画である。『月刊コロコロコミック』（小学館）で2004年4月号から2005年10月号まで連載された。全17話。コミックスは全3巻だが2005年4月号、5月号のエピソードが単行本未収録。

## あらすじ
主人公である織田信士郎は、先代ウルフから「ダンガンウルフ」の称号を受け継ぐことになり、信士郎は2代目ウルフとなる。そして、愛機ウィングバルカンでライバル達とのダンガンレース&バトルをスタートする。

## 登場人物
織田信士郎(シンジロー)
本作の主人公。一人称は「オレ」。口癖はマシンを信じる、という意味の「マシンじる」。
負けず嫌いで熱血馬鹿。先代ウルフから「ダンガンウルフ」の称号を受け継ぎライバル達と戦っていく。
使用マシンは「バルガン(1話で破損)」→「ウィングバルカン」→「ジェットバルカン」。
先代ウルフ
本名は不明。町の1番のレーサー「ダンガンウルフ」の称号の持ち主だったが、自分に食い下がったシンジローに帽子と「ダンガンウルフ」の称号を託し海外に旅立った。
終盤帰国し、信士郎の新バルカン制作をサポートする。
使用マシンは「ブレイジングアロー」。
森まるお
先代ウルフとシンジローの助手。調子に乗ったシンジローに喝を入れる為にレースを仕掛けた事もある。
使用マシンは「サイクロンエッジ」。
豊臣シュウ
信士郎のライバル。信士郎に勝負を挑まれ勝利する。
使用マシンは「ファイヤーアトラス」。
武田玄
信士郎のライバル。「風林火山」の4つの走法を持つ。
使用マシンは「スティンガージャック」。

## コミックス
1. 2004年9月28日発売 ISBN 409143231X
2. 2005年3月28日発売 ISBN 4091432328
3. 2005年11月28日発売 ISBN 4091432336